# 山麥冬屬
山麥冬屬（学名：Liriope）是天门冬科假叶树亞科中的一个属，它产于东亚，其植物类似草，开花。今天在温带一些种经常被用作园林植物。山麥冬屬曾经被划为百合科，在被子植物APG II分类法 (修订版)中被划分为假叶树科。被子植物APG III分类法中併入天门冬科，成為假叶树亞科。山麥冬屬又名土麥冬屬、麥門冬屬。
山麥冬屬植物一般因为其常绿的叶子而被使用在园林中。一些种如山麦冬在条件良好的情况下会通过走莖繁殖非常快地蔓延。
山麥冬在中药中有使用。

## 下属物种
本属包括以下物种：
- 棒叶山麦冬 Liriope clavatifolia Z.H. Chen, F. Chen et G.Y. Li[2]
- 禾叶山麦冬 Liriope graminifolia (L.) Baker
- Liriope graminifolia Baill., 1894
- 甘肃山麦冬 Liriope kansuensis (Batalin) C.H.Wright
- 长梗山麦冬 Liriope longipedicellata F.T.Wang & Tang
- 矮小山麦冬 Liriope minor (Maxim.) Makino
- 阔叶山麦冬 Liriope muscari (Decne.) L.H.Bailey，短葶山麥冬
- 闊葉麥門冬 Liriope platyphylla F. T. Wang & T. Tang, 1951，阔叶山麦冬
- 山麥冬 Liriope spicata Lour.
- Liriope vernalis Avent & Floden
- 浙江山麦冬 Liriope zhejiangensis G.H.Xia & G.Y.Li

## 延伸阅读
[在维基数据编辑]
 《欽定古今圖書集成·博物彙編·草木典·麥門冬部》，出自陈梦雷《古今圖書集成》